# Jason Beghe
Jason Beghe (nacido el 12 de marzo de 1960) es un actor de cine y televisión estadounidense. De joven asistió a la Collegiate School en la ciudad de Nueva York, donde se convirtió en el mejor amigo de John F. Kennedy Jr. y David Duchovny. Beghe  vive en Los Ángeles, California. 
Beghe protagonizó en 1988 bajo la dirección de George A. Romero la película Monkey Shines (Atracción diabólica en México y España). En el film interpretó a un tetrapléjico, actuación que fue recibida positivamente por la crítica. Apareció como un oficial de policía en la película Thelma & Louise, y actuó junto a Demi Moore en G.I. Jane. Beghe protagonizó junto a Moira Kelly en la serie de televisión To Have & To Hold, y ha tenido papeles recurrentes en Picket Fences, Melrose Place, Chicago Hope, American Dreams y de Cane, así como apariciones en muchos otros programas de televisión. Actualmente protagoniza la serie de NBC Chicago P.D.
Beghe formó parte de la cienciología, tomó cursos de cienciología en 1994, y más tarde apareció en una campaña publicitaria de la Iglesia de la Cienciología y en algunos vídeos promocionales. Según Beghe, David Miscavige, cabeza de la Iglesia de la Cienciología, se refería a él como «el muchacho del cartel para la cienciología». Beghe abandonó la cienciología en 2007 y a partir de abril de 2008 comenzó a criticarla y hablar públicamente acerca de sus experiencias dentro de la iglesia.

## Primeros años
Beghe nació el 12 de marzo de 1960, en la ciudad de Nueva York, y es uno de cuatro hermanos. Asistió a una escuela privada, Collegiate School, Allí conoció a John F. Kennedy Jr. y el actor David Duchovny con los cuales forjó una amistad. Kennedy y Beghe a menudo pasaban tiempo juntos en los alrededores del Museo Metropolitano de Arte y en el Central Park, y eran observados por el Servicio Secreto. Como adolescente, Beghe asistió a un campamento de verano con Erik de Rush, ahora un columnista y autor conservador.
Influenciado por Beghe, Kennedy se involucró en el programa de teatro en la Colegiata. Beghe más tarde también persuadió a Duchovny de probar suerte en la actuación. Duchovny había planeado escribir y convertirse en un profesor, pero a mitad de cursar su doctorado, Beghe lo convenció de audicionar para comerciales de televisión.

## Carrera

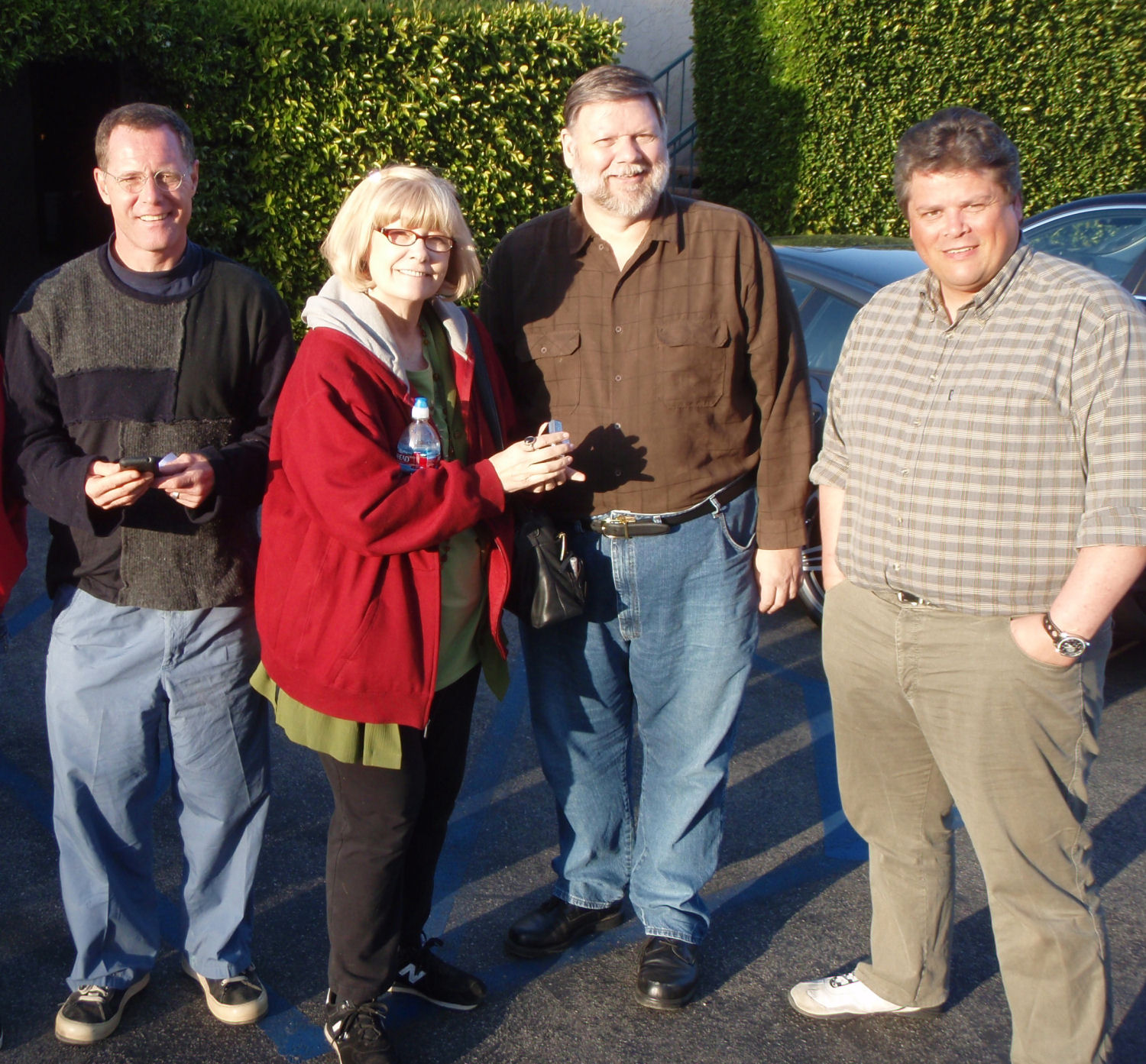
Jason Beghe con Tory Christman, Mark Bunker y Andreas Heldal-Lund.

Antes de su carrera como actor, Beghe trabajó como modelo en Europa. Debutó en el cine con la película Compromising Positions en 1985, protagonizada por Susan Sarandon; en 1986 tuvo su primer papel recurrente en televisión con la comedia de HBO 1st & Ten. Luego junto a O. J. Simpson y Sam J. Jones protagonizó la secuela de esta comedia, que llevó por título Training Camp: Los Bulls están de vuelta, sobre la que John Voohees de The Seattle Times escribió: «El elenco, que incluye a O. J. Simpson, Sam J. Jones y el recién llegado Jason Beghe, es de primer orden». 
En 1988, protagonizó la película Monkey Shines: un experimento en el miedo, dirigida por George A. Romero. Protagonizó a Allan Mann, un estudiante de derecho que queda tetrapléjico como resultado de ser atropellado por un camión en los créditos iniciales de la película. The Philadelphia Inquirer dio una opinión positiva del rendimiento de Beghe en el film: "Actuar sólo con la cara y la voz, Jason Beghe es estupendo en transmitir el creciente enojo y la rabia de un hombre activo lo convierte en pasivo". David Foil de The Seattle Times describió la actuación de Beghe como «notable simplemente porque satisface las exigencias del personaje». 
En 1989 interpretó a una estrella de hockey sobre hielo en el telefilm sobre Perry Mason All-Star Assassin. En 1991 dio vida a un policía estatal en la película Thelma & Louise (reuniéndolo con Sarandon, junto a la que ya había aparecido en la película Compromising Position), y en 1997 tendría un papel junto a Demi Moore en la película G.I. Jane. En este tiempo participó con papeles recurrentes en Picket Fences y Melrose Place.
En 1997 se convirtió en un miembro del elenco de la serie Chicago Hope, interpretó a Danny Blaines quien mostraría interés romántico por la doctora Austin interpretada por Christine Lahti. En una entrevista de 1997 en The Boston Herald, Beghe habló de su respeto por sus compañeros miembros del elenco en Chicago Hope: «Creo que es el mejor elenco montado que yo he visto, son increíbles y trabajar con Christine Lahti(...) es tan buena e inteligente y dedicada. Me he convertido en un mejor actor sólo por trabajar con ella.»
Beghe coprotagonizó junto a Moira Kelly en 1998 la serie dramática de la cadena CBS To Have & to Hold, donde su papel era el de un policía, Sean McGrail. 
Beghe ha aparecido en series como Numb3rs, CSI: NY, Everwood, Criminal Minds, Veronica Mars y Cane. En 2008 formaría parte del elenco de la película de terror One Missed Call como el exorcista Ray Purvis. En 2009, Beghe participó como estrella invitada en la serie de televisión Californication interpretando el personaje del novelista Richard Bates, un amigo del personaje de Hank Moody (interpretado por David Duchovny). 
En octubre de 2009, Beghe filmó en Pittsburgh, Pensilvania, la película The Next Three Days, dirigida por Paul Haggis. La película se estrenó en 2010 y completaron el elenco Russell Crowe, Elizabeth Banks, Brian Dennehy , y Olivia Wilde.
En el 10 de diciembre de 2013 se anunció en la página oficial de Facebook para la próxima película de animación tradicional Dawgtown, que Beghe firmaría para poner voz a Mauler en la película.
En 2014, protagonizó Chicago P.D., un spin-off de Chicago Fire, donde tuvo un papel recurrente. En esta ocasión, Beghe tuvo el papel principal como el sargento Hank Voight.

## Vida personal
La hermana de Beghe, Francesca Beghe, es una cantante y compositora que lanzó un álbum homónimo en 1991. Beghe se casó con Angie Janu en 2000. Jason y David Duchovny siguen siendo amigos muy cercanos, y estuvo en la boda de Duchovny con la actriz Téa Leoni. 
Beghe sufrió un accidente automovilístico en 1999. En una ocasión contó que «cuando estaba intubado, tiré de ese tubo que llevaba en la garganta». Esto lo ha dejado con una voz muy característica descrita como "ronca".
Es considerado uno de los hombres más guapos debido a su voz característica y su personalidad en Chicago P.D., y es descrito como una persona realmente importante y maravillosa.

## Filmografía

### Cine
| Año  | Película                  | Papel                | Director         | Nota                |
| ---- | ------------------------- | -------------------- | ---------------- | ------------------- |
| 1985 | Compromising Positions    | Cupcake              | Frank Perry      | Papel debut         |
| 1987 | Maid to Order             | Bret                 | Amy Holden Jones |                     |
| 1988 | Monkey Shines             | Allan Mann           | George A. Romero |                     |
| 1991 | Thelma & Louise           | State Trooper        | Ridley Scott     |                     |
| 1994 | Jimmy Hollywood           | Detective            | Barry Levinson   |                     |
| 1997 | G.I. Jane                 | Royce                | Ridley Scott     |                     |
| 1998 | The X Files               | FBI Man at Bomb Site | Rob Bowman       |                     |
| 2002 | Mi Pobre Angelito 4       | Peter McCallister    | Rod Daniel       |                     |
| 2008 | One Missed Call           | Ray Purvis           | Eric Vallette    |                     |
| 2010 | The Next Three Days       | Detective Quinn      | Paul Haggis      |                     |
| 2010 | Tall Justice              | Moretti              | Matt Villines    |                     |
| 2011 | X-Men: primera generación | XO                   | Matthew Vaughn   |                     |
| 2012 | Atlas Shrugged: Part II   | Henry Rearden        | John Putch       |                     |
| TBA  | Dawgtown                  | Mauler               | Justin Murphy    | Voz, pre-producción |

### Televisión
| Año             | Programa                                       | Papel                        | Notas                                             |
| --------------- | ---------------------------------------------- | ---------------------------- | ------------------------------------------------- |
| 1986            | Dress Gray                                     | Hank Beaumont                | Telefilm                                          |
| 1986            | 1st & Ten                                      | Tom Yinessa                  | Primer papel recurrente en televisión.            |
| 1987            | The Days and Nights of Molly Dodd              | Glen                         | Ep. 1.11                                          |
| 1989            | Alien Nation                                   | Dr. Jim Trenner              | Ep. 1.1                                           |
| 1989            | Perry Mason: The Case of the All-Star Assassin | Bobby Spencer                | Telefilm                                          |
| 1989            | Christine Cromwell                             | Glen                         | Ep. 1.2                                           |
| 1989            | Man Against the Mob: The Chinatown Murders     | Sammy Turner                 | Telefilm                                          |
| 1989            | Murder, She Wrote                              | Steve Chambers               | Ep. 5.15                                          |
| 1990            | The Operation                                  | John Kopiak                  | Telefilm                                          |
| 1990            | Mancuso, F.B.I.                                |                              | Ep. 1.17                                          |
| 1990            | Quantum Leap                                   | Roger Skaggs                 | Ep. 2.22                                          |
| 1990            | Johnny Ryan                                    | Steve Lombardi               | Telefilm                                          |
| 1990            | Murder, She Wrote                              | Wayne Bennett                | Ep. 7.6                                           |
| 1991            | Jake and the Fatman                            | Franklin Patterson           | Ep. 4.17 & 4.24                                   |
| 1992            | Homefront                                      | Paul                         | Ep. 1.16                                          |
| 1992            | Intruders                                      | Ray Brooks                   | Telefilm                                          |
| 1992-1993       | Picket Fences                                  | A.D.A. Petrovic              | Ep. 1.8, 1.13, 1.14, 1.15, 1.19                   |
| 1993            | In the Heat of the Night                       | Mark Meyers                  | Ep. 6.11                                          |
| 1993            | L.A. Law                                       | Det. Greg Reilly             | Ep. 7.16                                          |
| 1993            | Full Eclipse                                   | Doug Crane                   | Telefilm                                          |
| 1993            | Matlock                                        | Teniente Pat Rutledge        | Ep. 7.5                                           |
| 1994            | Treasure Island: The Adventure Begins          | Robbie                       | Telefilm                                          |
| 1994            | The X-Files                                    | Larry Moore                  | Ep. 1.20                                          |
| 1994            | Melrose Place                                  | Lt. Jeffrey Lindley          | Ep. 2.18, 2.19, 2.20, 3.9, 3.10, 3.11, 3.14, 3.15 |
| 1995            | Matlock                                        | Thomas Crighton              | Ep. 9.14                                          |
| 1995            | Courthouse                                     | Russell Snow                 | Ep. 1.4                                           |
| 1995            | NYPD Blue                                      | Julian Kerbis                | Ep. 3.3                                           |
| 1996            | Good Company                                   | Ron Nash                     |                                                   |
| 1996            | Public Morals                                  | Novio                        | Ep. 1.2                                           |
| 1996            | Suddenly                                       | Joe Mulvey                   | Telefilm                                          |
| 1997            | Promised Land                                  | Jeff                         | Ep. 1.13                                          |
| 1997            | George & Leo                                   | Ron                          | Ep. 1.4                                           |
| 1997-1998       | Chicago Hope                                   | Danny Blaines                | Ep. 4.5, 4.7, 4.14 & 4.16                         |
| 1998            | Baby Monitor: Sound of Fear                    | Matt                         | Telefilm                                          |
| 1998            | Cab to Canada                                  | Mike Donahue                 | TV Movie                                          |
| 1998            | To Have & to Hold                              | Sean McGrail                 | Ep. 1.1 - 1.13                                    |
| 1999            | Family Law                                     | Don                          | Ep. 1.3, 1.4, 1.5, 1.12                           |
| 2000            | Runaway Virus                                  | Daniel Rothman               | Telefilm                                          |
| 2000            | Dharma & Greg                                  | Scott Kelley                 | Ep. 3.17                                          |
| 2000            | Resurrection Blvd.                             | Eric Carter                  | Ep. 1.6 & 1.8                                     |
| 2000            | When Andrew Came Home                          | Eddie                        | Telefilm                                          |
| 2001            | The Beast                                      | Bill Hanson                  | Ep. 1.2                                           |
| 2001            | Kristin                                        | Peter Medavoy                | Ep. 1.6                                           |
| 2001            | Three Blind Mice                               | Carter Simmons               | Telefilm                                          |
| 2002            | CSI: Crime Scene Investigation                 | Russ Bradley                 | Ep. 2.15                                          |
| 2002            | Home Alone 4                                   | Peter McCallister            | Telefilm                                          |
| 2002            | Judging Amy                                    | Tim Powell                   | Ep. 4.11                                          |
| 2003            | The District                                   | Officer Terry, Donnelly      | Ep. 3.20, 4.3                                     |
| 2003            | The Lyon's Den                                 | FBI Agent Vince Ryan         | Ep. 1.6                                           |
| 2004            | Pilot Season                                   | Henry R. Duke                | Miniserie                                         |
| 2004            | JAG                                            | Sgt. Maj. Thomas Elgart Ret. | Ep. 10.2                                          |
| 2004            | American Dreams                                | Sargento artillero Finch     | Ep. 2.10, 2.11, 3.5, 3.6, 3.7                     |
| 2004-2005       | Everwood                                       | John Hayes                   | Ep. 3.5, 3.6, 3.8, 3.11, 3.14, 3.15               |
| 2006            | Huff                                           | Darren Hadlick               | Ep. 2.5 & 2.6                                     |
| 2006            | CSI: NY                                        | Jack Butler                  | Ep. 2.22                                          |
| 2006            | Veronica Mars                                  | Cormac Fitzpatrick           | Ep. 3.1 & 3.2                                     |
| 2006            | Criminal Minds                                 | Sheriff Yates                | Ep. 2.7                                           |
| 2007            | Numb3rs                                        | Reid Sarasin                 | Ep. 3.13                                          |
| 2007            | Cane                                           | Vince Grasso                 | Ep. 1.1 - 1.5, 1.12, 1.13                         |
| 2008            | Ghost Whisperer                                | Mr. Kevin Keller             | Ep. 4.5                                           |
| 2008            | Eli Stone                                      | Rick O'Malley                | Ep. 2.5                                           |
| 2009            | Life                                           | John Flowers                 | Ep. 2.18                                          |
| 2009            | Lie to Me                                      | Capitán Hoopes               | Ep. 1.11                                          |
| 2009-2012       | Californication                                | Richard Bates                | Ep. 3.1, 3.11, 5.01 - 5.07, 5.11, 6.4             |
| 2010            | Hawthorne                                      | Richard Maxwell              | Ep. 2.7                                           |
| 2010            | Medium                                         | Frank Davenport              | Ep. 7.8                                           |
| 2010-2011       | Castle                                         | Mike Royce                   | Ep. 3.3 & 3.22                                    |
| 2011            | NCIS                                           | Blake Martin                 | Ep. 8.16                                          |
| 2011            | Law & Order: Los Angeles                       | Raymond Garson               | Ep. 1.10                                          |
| 2012 –presente  | Chicago Fire                                   | Det./Sgt. Hank Voight        | Papel recurrente                                  |
| 2012            | Last Resort                                    | Wes                          | Ep. 1.10                                          |
| 2014 – presente | Chicago P.D.                                   | Sargento Hank Voight         | Protagónico                                       |
| 2014            | Law & Order: Special Victims Unit              | Sargento Hank Voight         | Episodio cruzado con Chicago P.D.                 |